# Acanthocardia echinata
El berberecho erizado (Acanthocardia echinata) es una especie de almeja de agua salada, molusco bivalvo marino, perteneciente a la familia Cardiidae. El género Acanthocardia está presente desde el Oligoceno Superior hasta la actualidad.     
El berberecho erizado fue una de las muchas especies de invertebrados descritas originalmente por Linneo en la 10.ª edición histórica de su Systema naturæ de 1758, donde recibió el nombre binomial de Cardium echinatum.
La concha es de color marrón amarillenta y de hasta 75 mm de diámetro y está adornada por 18 a 22 crestas espinosas. Sus bordes están almenados y la superficie interior es blanca, y también tiene ranuras prominentes.
Acanthocardia echinata se encuentra en las islas británicas y en el noroeste de Europa. Vive a unos pocos centímetros del fondo del mar, a profundidades de 3 m o más. Las conchas muertas comúnmente se encuentran en las playas.